# سیاه‌پیتای بزرگ
سیاه‌پیتای بزرگ (نام علمی: Megalampitta gigantea) یک گونه از پرندگان خانواده سیاه‌پیتایان (Melampittidae) است. این تنها گونه از سردهٔ Megalampitta است، اگرچه زمانی در سرده Melampitta با سیاه‌پیتای کوچک قرار داشت.
سیاه‌پیتای بزرگ که در گذشته به عنوان مرغ بهشت طبقه‌بندی می‌شد، رده‌بندی نامشخصی دارد و گاهی اعتقاد بر این است که به پیتوهویس وابسته است، زیرا خوردن آن سمی به نظر می‌رسد (فریت و بیلر ۱۹۹۸). در گینه نو یافت می‌شود. زیستگاه‌های طبیعی آن جنگل‌های دشت نمناک نیمه‌گرمسیری و جنگل‌های کوهستانی نمناک نیمه‌گرمسیری یا گرمسیری است.